# Wax (KT Tunstall)
WAX è il sesto album in studio della cantautrice scozzese KT Tunstall, pubblicato nel 2018.

## Tracce
1. Little Red Thread – 3:26
2. Human Being – 3:29
3. The River – 3:40
4. The Mountain – 3:57
5. The Healer (Redux) – 3:48
6. Dark Side of Me – 3:36
7. Poison in Your Cup – 3:48
8. Backlash & Vinegar – 4:06
9. In This Body – 3:21
10. The Night That Bowie Died – 3:49
11. Tiny Love – 4:36

## Classifiche
| Paese       | Posizione più alta |
| ----------- | ------------------ |
| Regno Unito | 15                 |